# Rantau Macang
Rantau Macang is een bestuurslaag in het regentschap Merangin van de provincie Jambi, Indonesië. Rantau Macang telt 564 inwoners (volkstelling 2010).